# Сухий Олексій Миколайович
Сухий Олексій Миколайович (29 березня 1957 р., Новики, Збаразький район, Тернопільська область) — український історик, доктор історичних наук (2004), доцент (1989), професор (2005).

## Навчання
У 1979 році закінчив з відзнакою історичний факультет Львівського державного університету імені І. Франка (нині — Львівський національний університет ім. І.Франка). Після навчання був направлений на посаду вчителя історії СШ № 5 м. Дрогобича Львівської обл. У вересні 1980 р.  розпочав викладацьку діяльність у Львівському державному університеті імені І. Франка. Заслужений професор Львівського університету (2017).

## Наукова діяльність
З 1989 р. — доцент кафедри історії та етнографії України, з 1990 р. — член ради історичного факультету, з 1996 р.  — вчений секретар спеціалізований вченої ради із захисту кандидатських дисертацій ЛНУ ім. Івана Франка.
У 1990 — их рр. Олексій Сухий опублікував наукові розвідки з історії українського національного відродження у Галичині першої половини ХІХ ст., а також на тему етнонаціональних відносин та політичних рухів у галицькому краї другої половини ХІХ — початку ХХ ст., статті, присвячені національній просопографії.
У 2004 р. в Інституті українознавства імені Івана Крип'якевича НАН України О. М. Сухий захистив докторську дисертацію на тему «Російський чинник у громадській думці та суспільно — політичному житті галицьких українців ХІХ — початку ХХ ст.». Захисту дисертації передував вихід у 2003 р.  монографії «Від русофільства до москвофільства (російський чинник у громадській думці та суспільно — політичному житті галицьких українців у ХІХ ст.)». Відомий також за вислів "То ви собі так думаєте". З 2005 р.  — професор кафедри новітньої історії України ЛНУ імені Івана Франка, протягом 2004—2011 рр. –  також працював ученим секретарем цього вузу. У 2010 р.  став завідувачем кафедри новітньої історії України (у 2016 р.  кафедрі присвоєно ім'я Михайла Грушевського), яку очолює донині. О. М. Сухий стажувався у відомих інституціях України та Польщі. У 1996 р.  здійснив науково — методичне стажування у Лувенському католицькому університеті (Бельгія). Підсумком зв'язків з бельгійським науковим середовищем стало видання навчального посібника «Історія Бельгії» (2005 р. ) а також наукове редагування перекладу монографії бельгійського вченого українського походження Романа Якемчука «Незалежність України». У червні 2008 р.  взяв участь у VI Світовому конгресі вчених (м. Рим, Італія). У 2005 р.  Міністерство національної освіти і спорту Республіки Польща нострифікувало український диплом доктора історичних наук Олексія Сухого і присвоїло йому наукове звання габілітованого доктора гуманітарних наук.
З 2006 р.  співпрацює як професор — викладач Гуманістичної академії імені Александра Ґейштора (м. Пултуськ, Польща), Вищої школи адміністрації (м. Бєльсько — Б'яла, Польща), Гуманістичної академії імені Болеслава Пруса (м. Варшава, Польща) та ін. Учасник міжнародних проектів. У рамках ґранту «Релігія у публічній сфері» (спільна праця вчених Польщі та України) опублікував книгу «Релігійні процеси на Львівщині в кінці 1980 — их — на початку 1990 — их рр.: суспільно-політична сфера та міжконфесійні відносини»
Є членом Наукового Товариства імені Шевченка в Україні, членом редакцій українських наукових журналів та зарубіжних видань, головою спеціалізованої вченої ради із захисту докторських та кандидатських дисертацій з історичних наук ЛНУ та імені Івана Франка та членом спеціалізованих учених рад інших наукових інституцій України та Польщі.

### Сфера наукових зацікавлень
- Суспільно-політичні та етнічні процеси в Галичині кінця XVIII — першої третини ХХ ст.,
- політичні партії на західноукраїнських землях зламу ХІХ-ХХ ст.,
- українська історіографія.

### Науковий внесок
Сухий Олексій Миколайович вивчав суспільно — політичні процеси на західноукраїнських землях кінця XIX — початку XX ст. У 1980 — их рр. з'явилися його перші публікації у наукових та краєзнавчих виданнях, пресі.
Наукові праці професора ґрунтуються на фундаментальній джерельній базі. Зокрема, він опрацював комплекси історичних документів із архівів Львова і Києва, зарубіжні документальні збірки з Архіву актів нових і Архіву давніх актів (м. Варшава, Республіка Польща), Архіву зовнішньої політики Російської імперії та Державного архіву Російської федерації (м. Москва), унікальні документи з фондозбірень Санкт — Петербурга. Частина матеріалів опублікована вченим у наукових збірниках.

### Основні публікації автора[2],[3]
- • Галичина: між Сходом і Заходом. Нариси історії ХІХ — початку ХХ ст. Львів: Львівський державний університет ім. І.Франка; Інститут українознавства ім. І. Крипякевича НАН України, 1997. 204 с. (2-е вид. доповн. 1999. 226 с.)
- • Національна ідея в програмах та діяльності українських політичних партій Галичини (кінець ХІХ — початок ХХ ст.). Львів: Каменяр, 1998. 132 с.
- • Від русофільства до москвофільства (російський чинник у громадській думці та суспільно- політичному житті галицьких українців у ХІХ столітті). Львів: Львівський національний університет імені Івана Франка, 2003. 498 с.
- • Москвофільство: документи і матеріали / Вступна стаття, коментарі та збірка документів О. Сухого. Львів: Видавничий центр ЛНУ ім. Івана Франка, 2001. 236 с.
- • Історія Бельгії. Навчальний посібник. Львів: ЛА «Піраміда», 2005. 260 с.
- • Еволюція національної програми Русько-Української Радикальної партії // Україна: культурна спадщина, національна свідомість, державність. Збірник на пошану професора Юрія Сливки / НАН України, Інститут українознавства ім. І. Крип'якевича. Львів, 2000. Вип. 7 / Відп. ред. Я. Ісаєвич; упоряд. М. Литвин, О. Аркуша. С. 243—249.
- • Українське населення Галичини на початку Першої світової війни: репресивні акції австрійської влади // Вісник Національного університету «Львівська політехніка». Держава та армія / Відп. ред. Л. Є. Дещинський. Львів, 2000. № 408. С. 73-78 (Співавт. О. Я. Мазур).
- • Іван Франко про московську інвазію в Галичині 1914—1915 рр. // Військово-науковий вісник. Львів: Львівський військовий ордена Червоної Зірки Інститут ім. Гетьмана П. Скоропадського при НУ «Львівська політехніка», 2000. Вип. 2. С. 54-62 (Співавт. О. Я. Мазур).
- • Українці Галичини в кінці XVIII — першій половині ХІХ ст.: проблеми національного самовизначення // Галичина: Науковий і культурно-просвітній краєзнавчий часопис. На пошану професора Олександра Карпенка. Івано-Франківськ, 2001. № 5-6. С. 119—124.
- • Товариство імені М.Качковського": основні напрями фінансово-господарської праці (1874—1914 рр.) // Проблеми гуманітарних наук. Наукові записки ДДПУ. Дрогобич: Коло, 2001. Вип. 7. С. 108—118.
- • 1939 рік у висвітленні української історіографії // 1939 рік в історичній долі України і українців. Матеріали Міжнародної наукової конференції 23-24 вересня 1999 р. Львів: Видавничий центр ЛНУ імені Івана Франка, 2001. С. 31-40.
- • Товариство імені Михайла Качковського: організаційні засади та напрями діяльності // Україна: культурна спадщина, національна свідомість, державність. Львів: Інститут українознавства ім. І. Крип'якевича НАН України, 2001. Вип. 9: Ювілейний збірник на пошану Феодосія Стеблія / Відп. ред. О. Аркуша. С. 393—403.
- • Українські політичні партії Галичини в кінці ХІХ — на початку ХХ ст.: проблема державності // Вісник Національного університету «Львівська політехніка». Держава та армія / Відп. ред. Л. Є. Дещинський. Львів, 2001. № 431. С. 54-63 (Співавт. О. Я. Мазур)
- • Москвофільство в Галичині 30-40 рр. ХІХ ст.: проблема становлення // Військово-науковий вісник. Львів: Вид-во НУ «Львівська політехніка», 2001. Вип. 3. С. 67-77 (Співавт. О. Я. Мазур).
- • Народовсько-русофільське протистояння у Галичині 60-70-х рр. ХІХ ст. // Проблеми гуманітарних наук: Наукові записки Дрогобицького державного педагогічного університету ім. І. Франка / Ред. кол. Т. Біленко (головн. ред.), В. Лисий, Є. Пшеничний та ін. Дрогобич: НВЦ «Каменяр», 2002. Вип. 10. С. 155—164.
- • Російські слов'янофіли: питання впливу на галицьких українців у середині ХІХ ст. // Наукові зошити Тернопільського державного педагогічного університету імені Володимира Гнатюка. Серія Історія / За заг. ред. М. М. Алексієвця. Тернопіль: ТДПУ, 2003. Вип. 3: Національно- державне відродження слов'янських народів Центрально-Східної Європи крізь призму 85-річчя. С. 4-10.
- • Зародження русофільських настроїв у Галичині в 40-х роках ХІХ століття // Дрогобицький краєзнавчий збірник / Ред. кол. Л. Тимошенко (голов. ред.), Л. Винар, Л. Зашкільняк, Я. Ісаєвич та ін. Дрогобич: Коло, 2003. Вип. 7. С. 283—300.
- • Митрополит Андрей Шептицький: російський напрямок діяльності // Проблеми гуманітарних наук. Наукові записки Дрогобицького державного педагогічного університету імені Івана Франка // Ред. кол. Т. Біленко (голов. ред.), В. Скотний, С. Макарчук та ін. Дрогобич: Вимір, 2003. Вип. 12. С. 145—156.
- • Головна Руська рада і проблеми національної самоідентифікації галицьких українців у середині ХІХ ст. // Ефективність державного управління: Збірник наукових праць Львівського регіонального інституту державного управління Національної академії державного управління при Президентові України / За заг. ред. А. О. Чемериса. Львів, 2003. Вип. 4. С. 133—140.
- • Товариство імені М. Качковського: ідеологія та напрями діяльності (70-80-і рр. ХІХ ст.) // Проблеми історії України ХІХ — початку ХХ ст. Київ: Інститут історії України НАНУ, 2004. Вип. 7. С. 205—228.
- • С. Томашівський як представник «державницького» напряму в українській історіографії // Wielokulturowe srodowisko historyczne Lwowa w XIX i XX w. / Pod red. J. Maternickiego i L. Zaszkilniaka. Rzeszow, 2004. S. 351—360.
- • Історіографічні дослідження // Українська історіографія на зламі ХХ і ХХІ століть: здобутки і проблеми / За ред. Л. Зашкільняка. Львів: Львівський національний університет імені Івана Франка, 2004. С. 95-106.
- • Stepan Tomasziwski (1875—1930) // Zlota ksiega historiografii lwowskiej ХІХ і ХХ wieku / Pod red. J. Maternickiego przy wspolpracy L. Zaszkilniaka. Rzeszow: Wydawnictwo Uniwersytetu Rzeszowskiego, 2007. S. 441—452.
- • Бельгія//Світова історія: ХХ століття. Енциклопедичний довідник за ред. І.Підкови та Р.Шуста. Львів: Літопис, 2008. С. 73-78.
- • Становище українського населення в Галичині на початку Першої світової війни // Наукові праці історичного факультету Запорізького національного університету.- Запоріжжя: ЗНУ, 2010. — Вип. XXVIII. — С. 135—139 (у співавторстві з Лозинською І. Г.)
- • «Українське питання» напередодні та на початку Першої світової війни // Наукові записки Тернопільського національного педуніверситету ім. В.Гнатюка. Серія історія.- Тернопіль: Видавництво ТНПУ ім. В. Гнатюка. — 2010.- Вип. 1.- С.41 — 47 (у співавторстві з Лозинською І. Г.)
- • Збігнєв Фрас: штрихи до портрета // Фрас З. Демократи у політичному житті Галичини 1848—1873 років/ Збігнєв Фрас; [Наук. ред. Олексій Сухий; післямова Олексій Сухий, Ростислав Жерелік; спогади]; [пер. з пол.. Ю. Б. Родик, Ю. І. Сагата, О. М. Сухий]. — Львів: Видавничий центр ЛНУ імені Івана Франка, 2010. — С.310 — 318.
- • Фрас Збігнєв. Демократи у політичному житті Галичини 1848—1873 років/ Збігнєв Фрас; [Наук. ред. Олексій Сухий; післямова Олексій Сухий, Ростислав Жерелік; спогади]; [пер. з пол.. Ю. Б. Родик, Ю. І. Сагата, О. М. Сухий]. — Львів: Видавничий центр ЛНУ імені Івана Франка, 2010. — 334 с.
- • Галицька еліта. Довідково-біографічне видання «Галицька еліта». — К.: Видавництво Логос України, 2010. — 136 с. [член редколегії]
- • Галичина: сторінки історії. Історичний нарис // «Галицька еліта». — К.: Видавництво Логос України, 2010. — 15 — 47 [член редколегії].